# Atarba fasciata
Atarba fasciata är en tvåvingeart som beskrevs av Edwards 1926. Atarba fasciata ingår i släktet Atarba och familjen småharkrankar. Inga underarter finns listade i Catalogue of Life.